# Акустический сейф

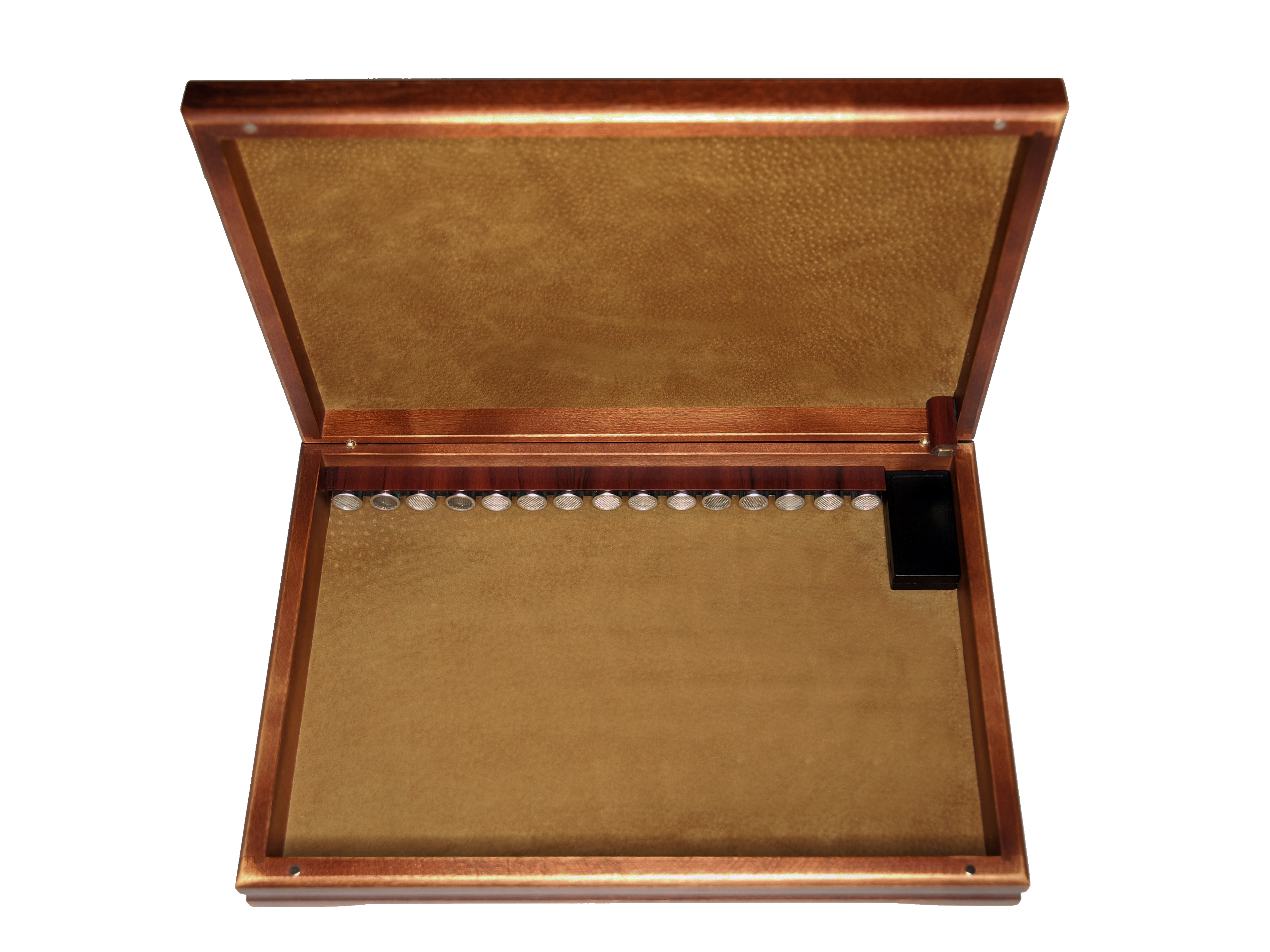
Акустический сейф ASU-20A

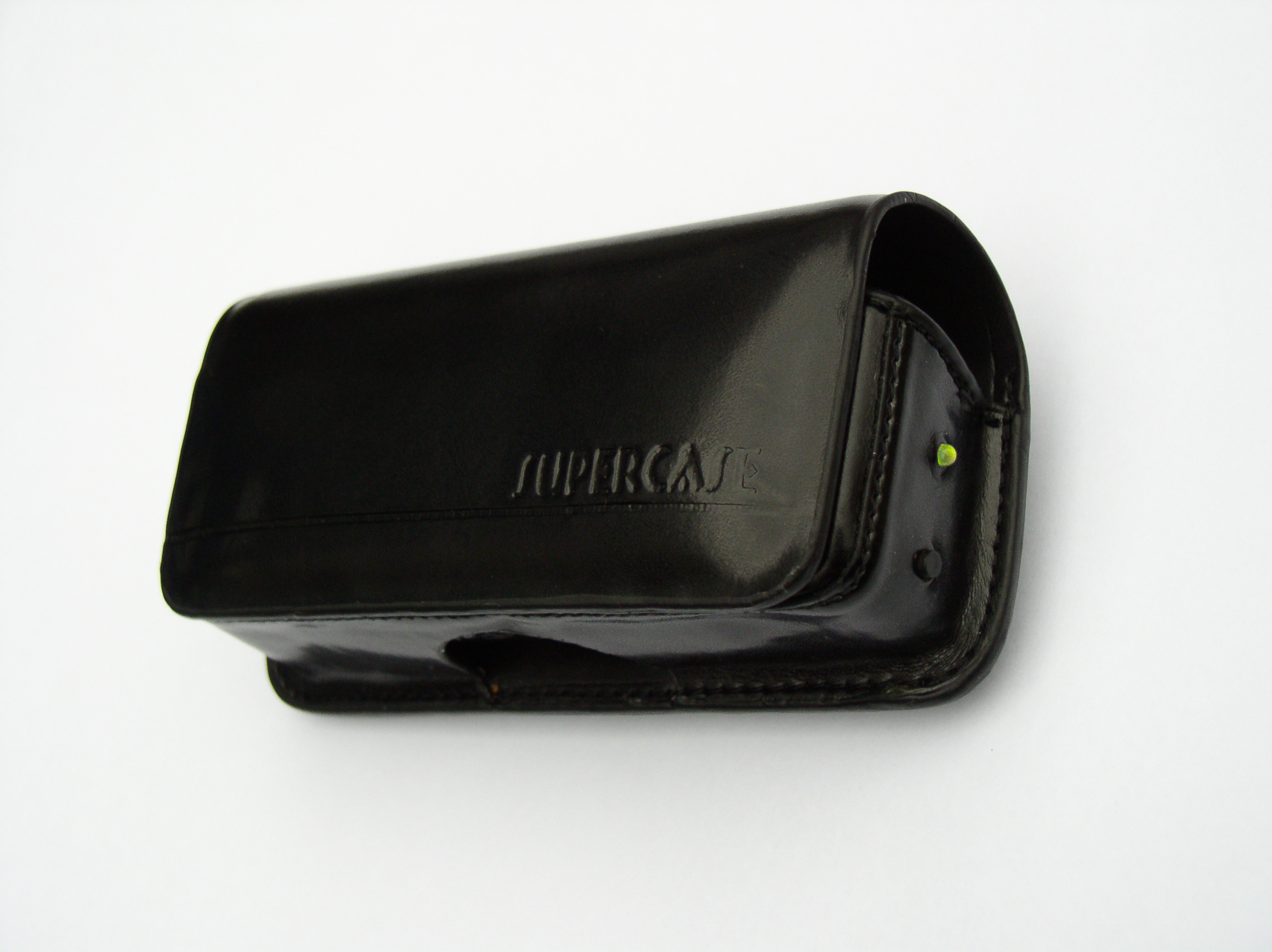
Портативный акустический сейф

Акустический сейф — устройство для защиты речевой и любой другой акустической информации от утечки через смартфоны, планшеты и гарнитуры. Представляет собой шкатулку или небольшой чемодан, в который убираются мобильные телефоны и гарнитуры на время конфиденциальных переговоров.
Существуют также портативные акустические сейфы в виде чехла или кобуры для одного телефона.
Об акустических сейфах сообщают публикации, посвящённые проблемам информационной безопасности.
Имеются патенты различных авторов от 2001, 2006 и 2008 годов на «Устройства для защиты сотового телефона от несанкционированного прослушивания в режиме удаленного информационного доступа». Термин «акустический сейф» ещё не использовался, но функционально эти устройства — именно то, что впоследствии назвали акустическими сейфами: в патенте 2021 года на ещё одно подобное устройство термин «акустический сейф» при упоминании предыдущих патентов используется многократно.

## История появления и развития

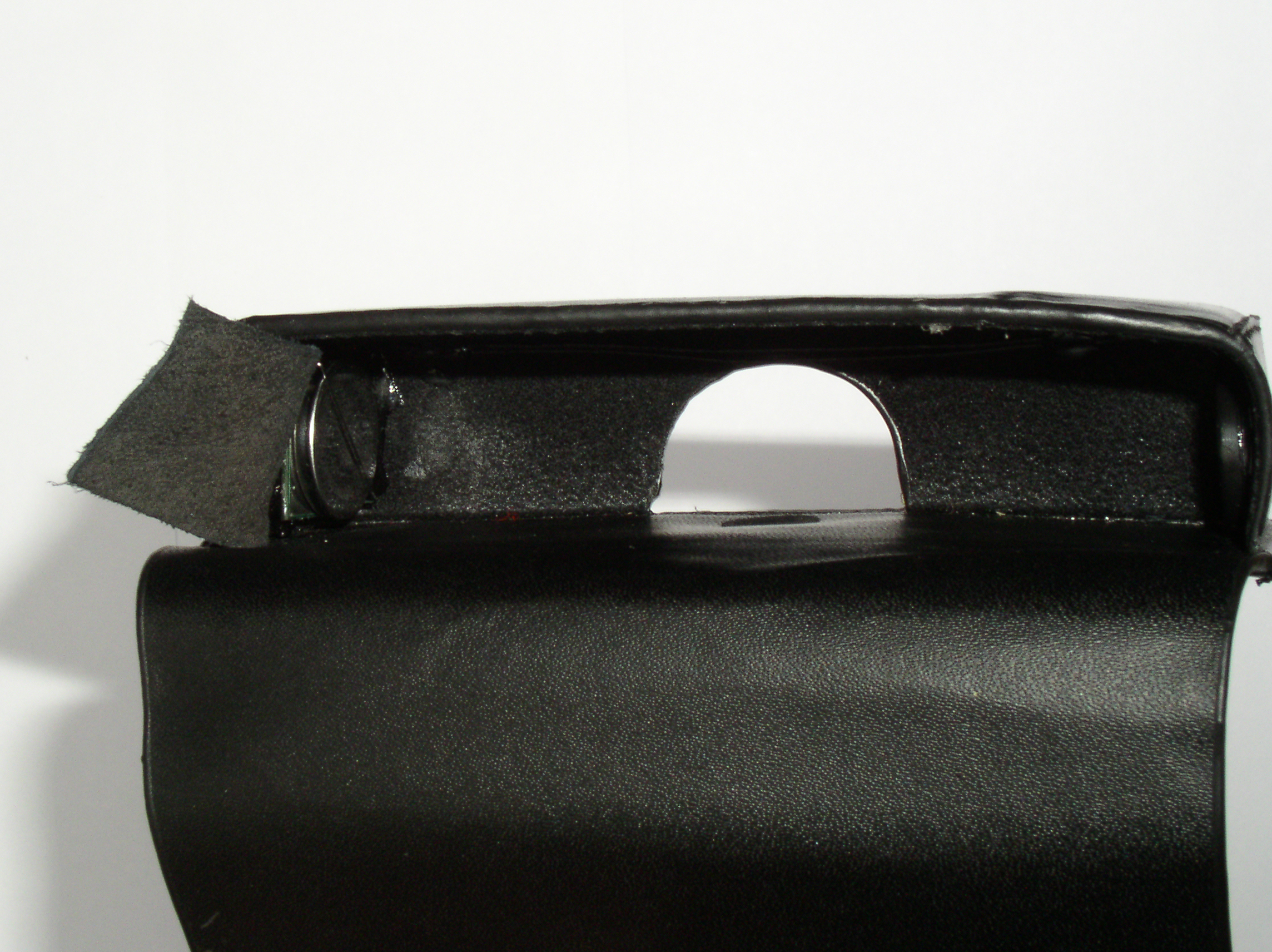
Портативный акустический сейф, вид изнутри. Видны электронный модуль с элементом питания и динамик. Провода к динамику служат антенной встроенного детектора электромагнитного излучения.

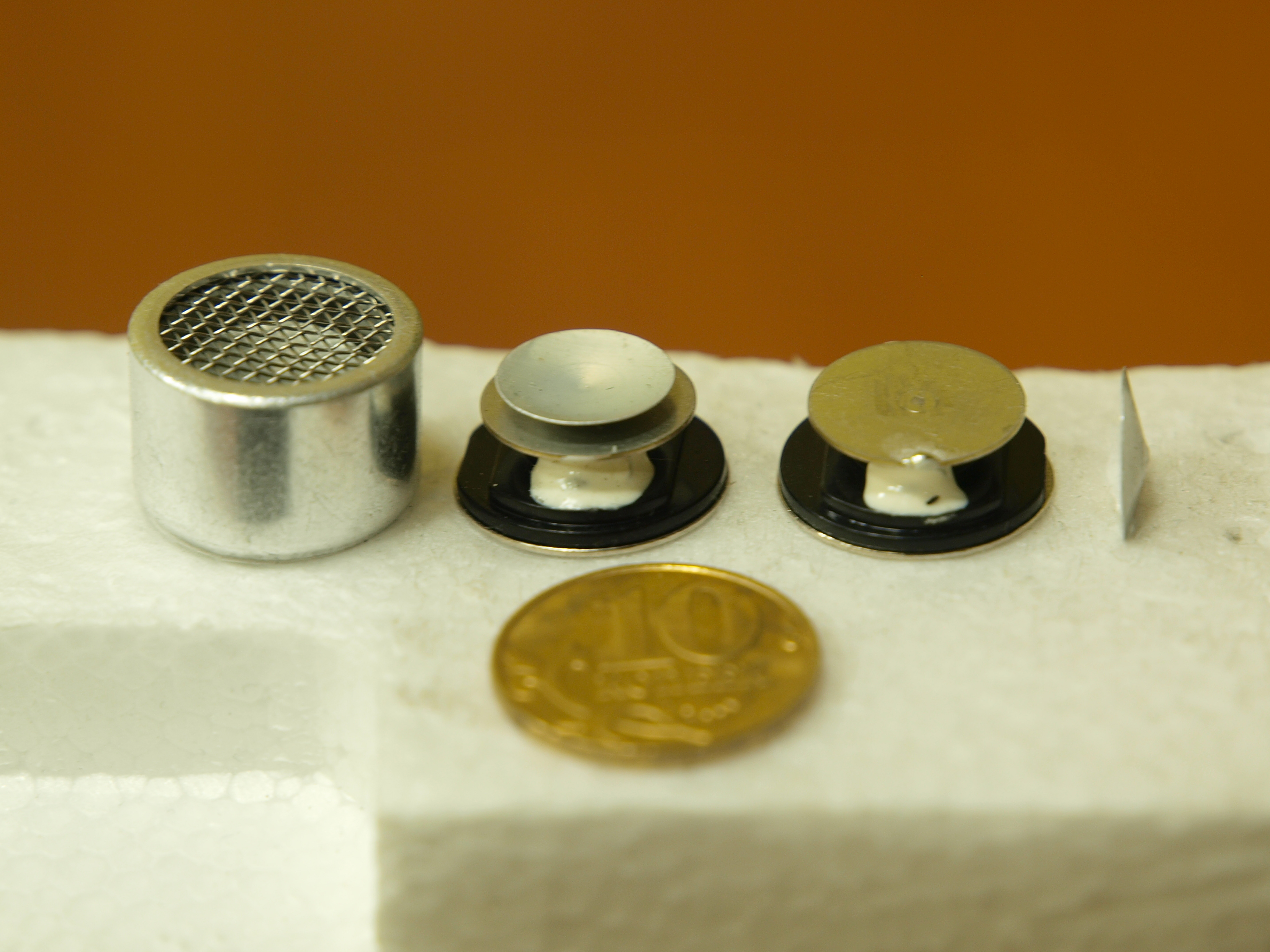
Внешний вид и внутреннее устройство ультразвуковых излучателей 25 кГц используемых в ультразвуковых акустических сейфах

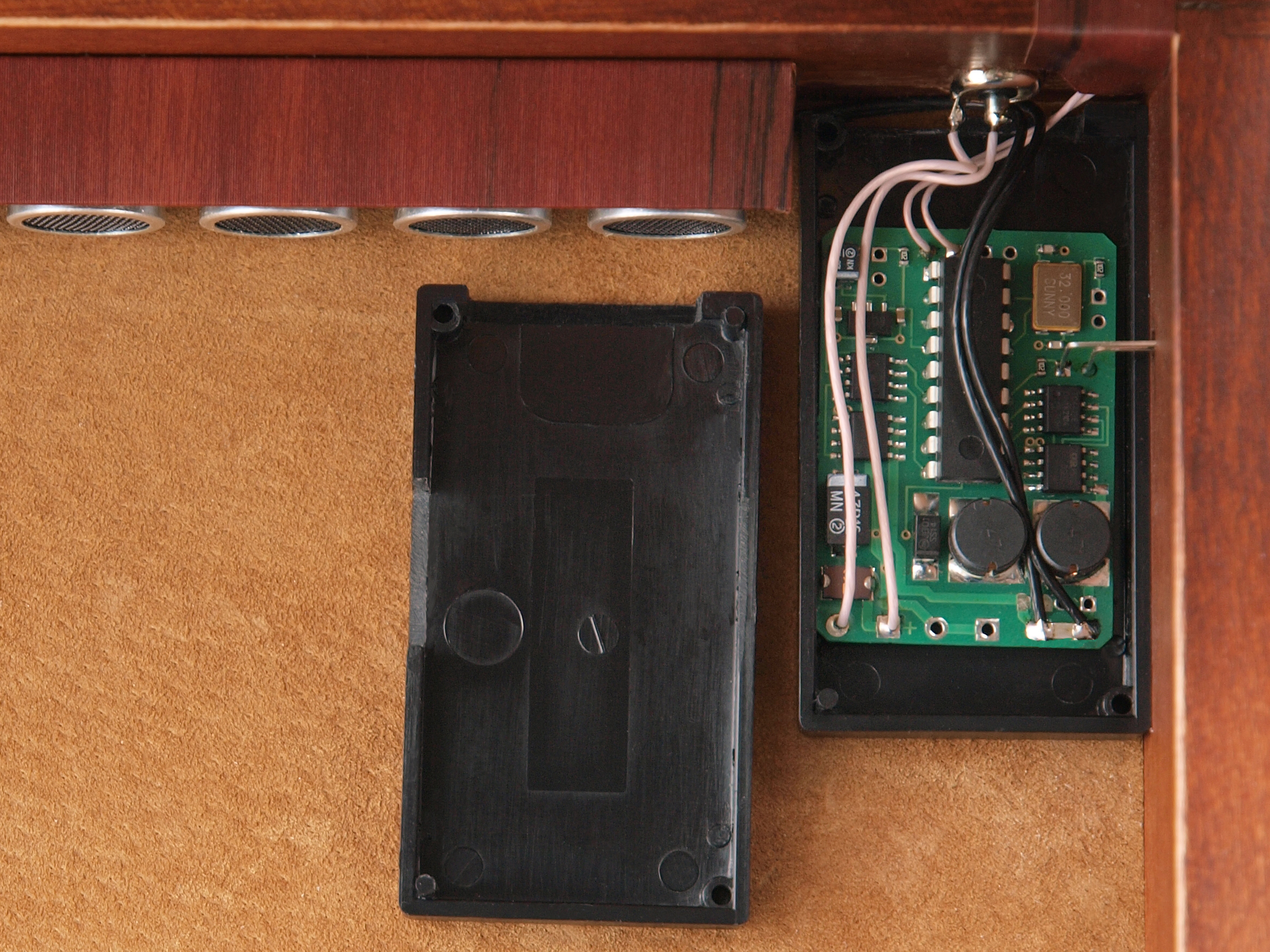
Электронный модуль ультразвукового акустического сейфа ASU-20A. Видны микроконтроллер (большая микросхема), MOSFET транзисторы (4 шт), катушки индуктивности (2 шт), кварцевый резонатор (металлический прямоугольник) и прочие детали электронной схемы. Слева вверху виден ряд ультразвуковых излучателей.

### Первые модели
Первые акустические сейфы появились в первой половине 2000-х годов и представляли собой кобуры, чехлы или подставки со встроенными генераторами белого шума и детекторами электромагнитного излучения. В качестве питания использовались дисковые литиевые элементы. Акустический сейф следил за электромагнитным излучением телефона и включал звуковой генератор шума, как только телефон, находясь в кобуре, начинал что-либо излучать в эфир. Акустические сейфы имели в своём составе модули для анализа эфира с микроконтроллерами и включали генераторы шума только в момент работы защищаемого телефона на передачу. Такие акустические сейфы назывались «интеллектуальными».

### Проблемы первых моделей
После появления сетей 3G (и впоследствии 4G) средняя мощность излучения мобильных телефонов уменьшилась, что привело к проблеме срабатывания детекторов электромагнитного излучения в акустических сейфах. Появление смартфонов с большим объёмом памяти и быстрым подключением к Интернету ещё более затруднило использование интеллектуальных акустических сейфов. В 2013 году появились шпионские программы, которые, используя новые возможности смартфонов, могли сначала записывать разговоры в память и лишь затем передавать их через Интернет короткой посылкой. Попытки отслеживания записи аудиоданных в память смартфона показали свою ненадёжность, так как некоторые вредоносные программы могли не записывать данные во флеш-память, а хранить их в оперативной памяти и потом сразу отправлять на сервер. В смартфонах появились функции шумоподавления и дополнительные микрофоны, что сделало звуковые генераторы стационарного белого или стационарного цветного шума практически бесполезными. Попытки решить вышеперечисленные проблемы привели к появлению ультразвуковых акустических сейфов постоянного действия с псевдослучайной перестройкой частоты ультразвука.

### Появление ультразвуковых подавителей и внимание научного сообщества
В 2015 году специалисты из ФГАОУ ВПО «Северо-Кавказский федеральный университет», используя имевшиеся на тот момент ультразвуковые подавители постоянного действия, исследовали воздействие ультразвуковой помехи в виде сигнала с псевдослучайной перестройкой частоты ультразвука на микрофоны и пришли к выводу об эффективности этого способа для подавления МЕМС микрофонов мобильных телефонов.
Впоследствии (2020 год) учеными из Чикагского университета были проведены эксперименты, доказывающие эффективность этого метода блокировки микрофонов электронных устройств. При достаточной мощности, ультразвук за счет нелинейных эффектов способен «превращаться» в слышимый звук. В 2005 году этот эффект использовался для создания узконаправленного «акустического прожектора».
Эксперимент сингапурских ученых в 2021 году подтвердил высокую эффективность ультразвукового подавителя для защиты речевой информации. Разборчивость речи при работе подавителя составила менее 1 %. После шумовой очистки разборчивость составила около 4 %. Следует заметить, что эксперимент проводился на «открытом воздухе». В относительно небольшом замкнутом пространстве акустического сейфа плотность ультразвуковой энергии значительно выше и эффективность подавления приближается вплотную к 100 %, то есть разборчивость падает до 0.

## Актуальность акустических сейфов

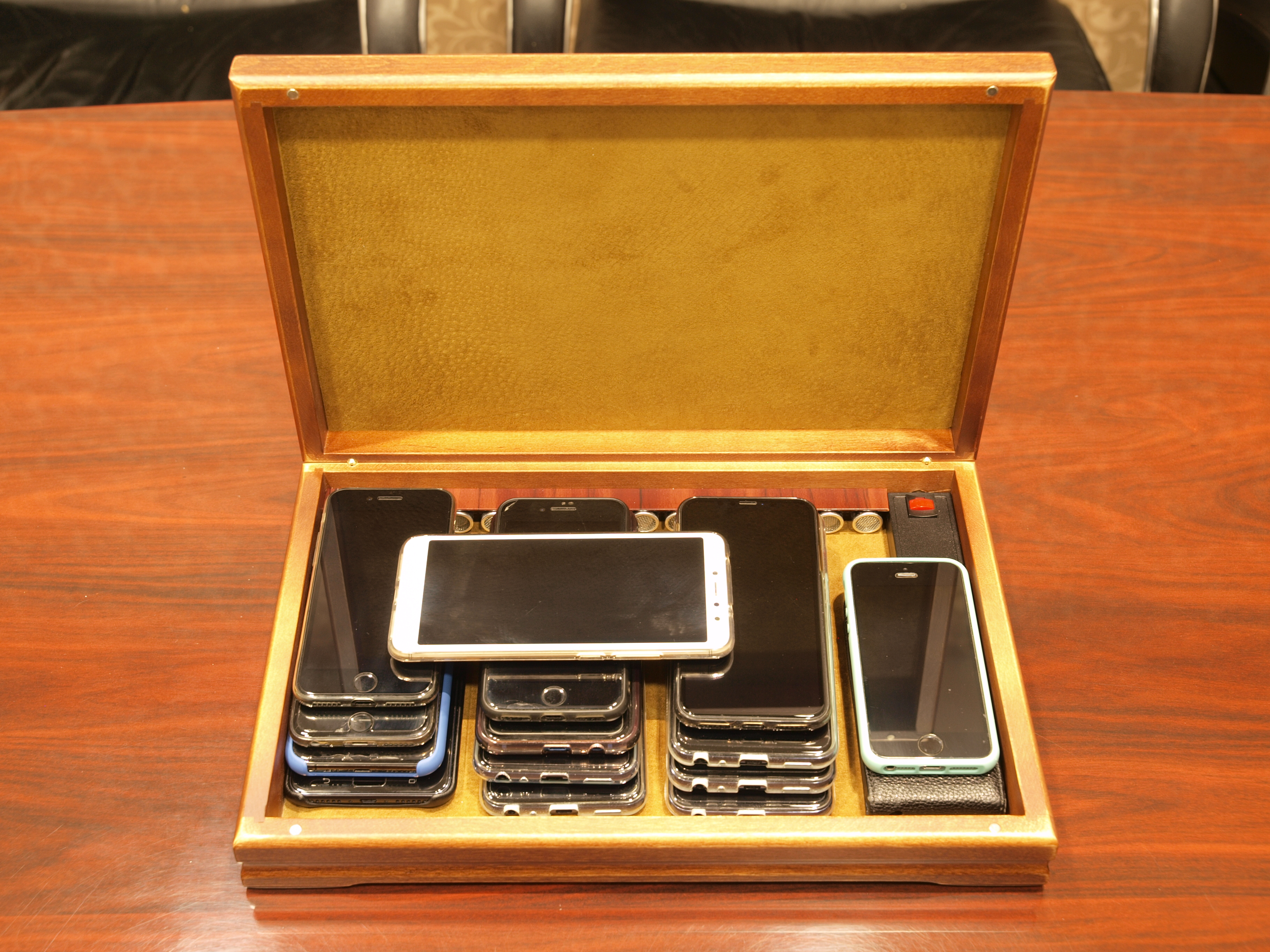
Акустический сейф ASU-20 в переговорной комнате

В эпоху кнопочных телефонов прослушивание помещения через микрофон телефона казалось параноидальной идеей. С появлением смартфонов похоже, что это стало реальностью. Как отмечают специалисты:
Для защиты речевой информации от утечки через дистанционно активируемые сотовые телефоны созданы так называемые акустические сейфы. При ведении деловых переговоров сотовый телефон помещается в такой сейф. В случае дистанционного включения телефона на передачу, индикатор поля, встроенный в сейф, зафиксирует значительное увеличение напряженности электромагнитного поля в нём. Это обстоятельство служит основанием для выдачи индикатором поля команды на включение шумогенератора акустического диапазона, расположенного во внутреннем объёме сейфа. Уровень акустической помехи, воздействующей на микрофон сотового телефона таков, что выделить речь из смеси сигнала и помехи при приёме невозможно.
Акустические сейфы широко используются в работе правоохранительных органов и в деловой практике.

### Публикации в медиа и скандалы связанные с прослушиванием пользователей
Facebook отрицает прослушивание пользователей, однако появлялась информация, что Facebook собирал аудио из некоторых голосовых чатов в Messenger и платил подрядчикам за их прослушивание и расшифровку. Глава Фейсбука эту информацию подтвердил. Сбором акустических данных занималась не только Meta, но и Apple, делясь полученными данными с третьими лицами. В 2019 году после скандала они извинились и пообещали больше так не делать. Было ли выполнено обещание — не известно. Судя по всему, Google тоже не остались в стороне.

### Эксперименты пользователей
В сети появились[когда?] эксперименты пользователей и описания различных забавных случаев, которые могли свидетельствовать о реальности прослушивания телефонами разговоров пользователей, что, по видимому, привлекло к этой проблеме внимание ученых.

### Исследования
Группа учёных из Северо-Восточного университета (Бостон, США) в 2018 году проанализировала 17260 приложений из Google Play и выяснила, что 9100 из них имели доступ к камере и микрофону и несколько сотен из них постоянно передавали медиаинформацию пользователя на свои сервера.
Исследователи из Берлинского технологического университета в своем обзорном исследовании не смогли прийти к однозначным выводам о том, используют ли популярные приложения прослушивание пользователя для таргетирования рекламы или нет.

### Техническая возможность прослушивания пользователей по ключевым словам
Существует патент US20140337131A1 «Определение ключевых слов из голосовых данных» принадлежащий компании Амазон: «Компьютеризированный способ определения интересов пользователя, включающий: захват голосового контента с использованием микрофона вычислительного устройства…».

### Шпионские программы
Существуют десятки программ для Android и iOS, которые любой желающий может приобрести и использовать для скрытого прослушивания помещения через смартфон. Поисковый запрос «прослушка окружения телефона» выдаёт большое количество ссылок на подобные приложения. Среди них стоит отметить скандально известную шпионскую программу Пегасус, которая использовалась для слежки за политиками и журналистами и, судя по всему, после различных модификаций, направленных на повышение скрытности её работы, продолжает использоваться. ФБР утверждает, что приобрело программу Пегасус только для ознакомительных целей.

### Гарнитуры
Broadcom предупреждает, что при определённых условиях протокол блютуз подвержен взлому.

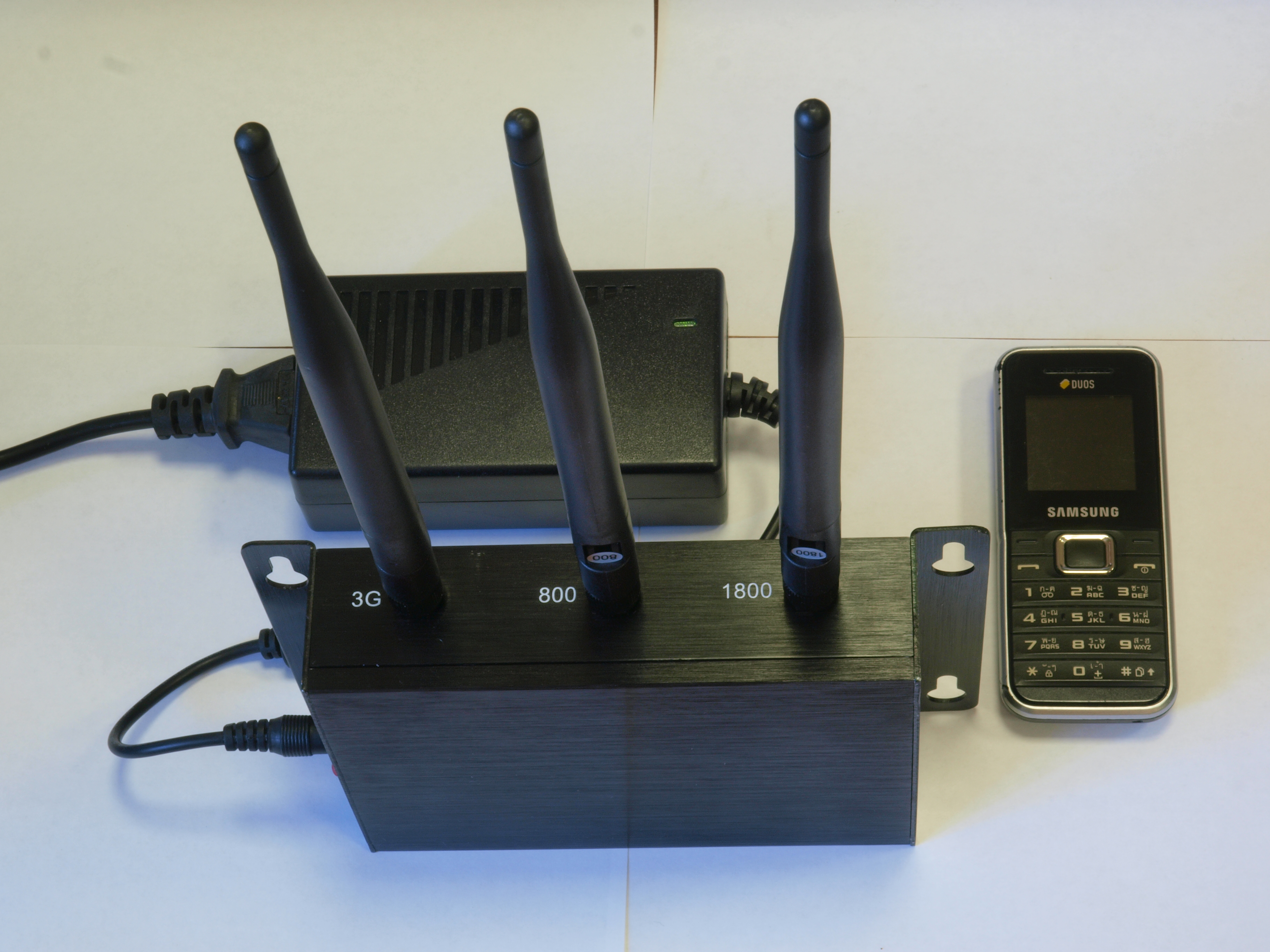
Трехдиапазонный блокиратор (подавитель) мобильной связи

## Альтернативные способы защиты речевой информации

### Выключение телефона
Выключение телефона может быть действенной мерой для защиты речевой информации от утечки, но следует иметь в виду, что при заражении определёнными типами шпионских программ, телефон может только сделать вид, что выключился. Также очевидным недостатком этого способа является невозможность приёма входящих звонков и сообщений, пока ваш смартфон выключен (или притворяется что он выключен).

### Экранирующие чехлы и клетки Фарадея
Вопреки расхожему мнению, экранирующие чехлы и клетки Фарадея не обеспечивают защиту речевой информации от утечки через смартфоны. Эти устройства блокируют электромагнитное излучение мобильного телефона, но, пока нет связи, смартфон может записывать разговоры в память и передавать их на сервер злоумышленника, как только связь появляется. Следует также иметь в виду, что экранирующие чехлы не обеспечивают 100 % блокировку электромагнитного излучения. Поэтому, при нахождении вблизи базовой станции сотовой связи, связь может быть не заблокирована. Если связь все же заблокирована, то приём входящих звонков и сообщений становится невозможен, что делает затруднительным длительное использование экранирующего чехла.

### Блокираторы (подавители) мобильной связи и других радиоканалов передачи информации
Блокираторы мобильной связи в деле защиты речевой информации от утечки имеют те же недостатки, что и клетки Фарадея: пока нет связи, смартфон может записывать разговоры в память и передавать их на сервер, как только связь появляется.

### Антивирусы
Как отмечают специалисты из лаборатории Касперского, антивирусы не могут гарантировать полное отсутствие шпионских программ, так как при появлении новой вредоносной программы её должны сначала идентифицировать специалисты, чтобы включить сведения о ней в пакет антивируса. Компания Apple считает, что на айфонах не может быть вирусов, поэтому не допускает антивирусы в App Store. Однако, как показала практика, специалистам из NSO Group удалось создать шпионскую программу, которая может быть дистанционно установлена на устройства под управлением Android и iOS.